# Tarache augustipennis
Tarache augustipennis es una especie  de polilla de la familia Noctuidae. Se encuentra desde Manitoba hasta el suroeste de Columbia Británica, sur de Arizona y hasta Texas.
Su hábitat se encuentra en pantanos, ciénagas, valles y estribaciones de los bosques de ribera en los pastizales áridos.
La envergadura es 23 a 30 mm. Los adultos se encuentran en el aire entre mayo y agosto en el norte.